# Ophiacantha pyriformis
Ophiacantha pyriformis is een slangster uit de familie Ophiacanthidae.
De wetenschappelijke naam van de soort werd in 1937 gepubliceerd door Fred C. Ziesenhenne.